# ISO 3166-2:TW
ISO 3166-2:TW은 지리 식별 부호(geocode)를 정의하는 ISO 표준인 ISO 3166-2의 일부이며, 중화민국에 적용된다. 20개의 행정 구역이 하부 부호를 할당받았다.

## 식별 부호
| 코드   | 행정 구역   |
| ------ | ----------- |
| TW-CHA | 장화 현     |
| TW-CYQ | 자이 현     |
| TW-HSQ | 신주 현     |
| TW-HUA | 화롄 현     |
| TW-ILA | 이란 현     |
| TW-KIN | 진먼 현     |
| TW-LIE | 롄장 현     |
| TW-MIA | 먀오리 현   |
| TW-NAN | 난터우 현   |
| TW-PEN | 펑후 현     |
| TW-PIF | 핑둥 현     |
| TW-TTT | 타이둥 현   |
| TW-YUN | 윈린 현     |
| TW-CYI | 자이 시     |
| TW-HSZ | 신주 시     |
| TW-KEE | 지룽시      |
| TW-KHH | 가오슝시    |
| TW-NWT | 신베이시    |
| TW-TAO | 타오위안 시 |
| TW-TPE | 타이베이시  |
| TW-TNN | 타이난시    |
| TW-TXG | 타이중시    |

## 같이 보기
- 대만의 행정 구역